# Хохловский, Станислав
Станислав Хохловский (пол. Stanisław Chochłowski; ум. 4 декабря 1695, Рига, Шведская Ливония) — польский полемист второй половины XVII века.
Был виленским францисканцем, впоследствии принял евангелическое исповедание и стал лютеранином. В поисках поддержки, встал на сторону рода Сапег в конфликтах с епископом Бжостовским. Укрывшись в Риге, опубликовал там своё главное произведением письма к некоему Липсембергу в Чехии, изданные в 1695 г. под заглавием «Epistolae Stanislai Chochlowski…, de episcopo litigioso et seditionum in Ecclesia Dei et in Republica concitatore…». Ему же принадлежит, по-видимому, сатира на католическое духовенство (стихотворный пасквиль) «Nova Babylon in Polonia fundata» (1695).